# 小行星5741
小行星5741（5741 Akanemaruta）是一颗绕太阳运转的小行星，为主小行星带小行星。该小行星于1989年12月19日发现。

## 轨道参数
小行星5741的轨道半长轴为428 630 270 km，2.8651756 UA，离心率为0.103。